# Christoph Heinrich Kniep

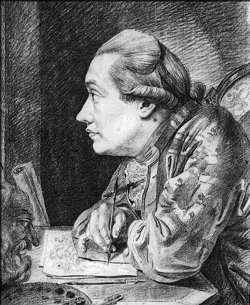
Selbstporträt

Christoph Heinrich Kniep (* 1755 in Hildesheim; † 11. Juli 1825 in Neapel) war ein deutscher Porträt-, Veduten- und Landschaftszeichner.

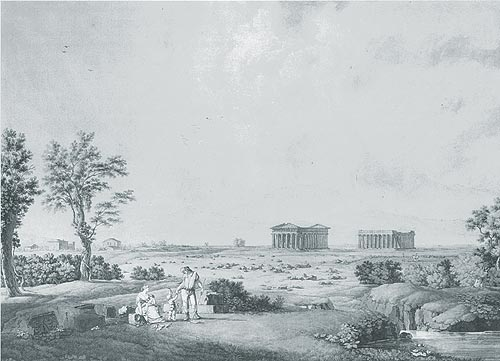
Tempel von Paestum

Zunächst arbeitete er als Porträtzeichner. 1781 reiste er nach Italien und zeichnete dort vornehmlich Veduten und Landschaften. Bekannt geworden ist er vor allem durch seine Begleitung Goethes auf dessen Italienischer Reise (1787) von Neapel nach Sizilien, die durch Goethes Freund Johann Heinrich Wilhelm Tischbein vermittelt wurde. Nach der Trennung von Goethe auf der Rückreise von Sizilien blieb Kniep in Neapel.
Es sind sowohl von Goethe selbst als auch von Kniep Stift-, Rötel- und Sepiazeichnungen, Aquarelle u. ä. erhalten, so dass ein qualitativer Vergleich von beiden möglich ist. Nach Goethes eigenem Urteil zeichnete Kniep die Landschaft, während er sie hingegen schematisierte. Tatsächlich liegt hier der wesentliche Unterschied in der Darstellung zu Goethe. Die Landschafts- und Architekturzeichnungen Knieps wie u. a. von Paestum und Pompeji sind von außerordentlicher Detailgenauigkeit gekennzeichnet, so dass sie als archäologische Dokumente durchaus in Betracht zu ziehen sind.
Tischbein fand doch einiges über Kniep zu klagen. Obwohl Kniep sehr sorgfältig arbeitete, so war er doch nach Tischbeins Ansicht sehr langsam und phlegmatisch veranlagt. Zudem verkaufte er seine Zeichnungen meist weit unter ihrem Wert. Allzu geschäftstüchtig war Kniep offenbar nicht und gelangte daher vermutlich auch nicht zu Wohlstand. Auch Goethe selbst hatte ihn wegen seiner geistigen Veranlagung und wohl auch literarischen Bildung nach weniger geschätzt als vergleichsweise Jakob Philipp Hackert, welchem er eine Biografie geschrieben hatte, oder Georg Melchior Kraus. Knieps Zeichnungen lobte er hingegen sehr.